# Баранников, Иван Тимофеевич
Ива́н Тимофе́евич Бара́нников (Тымлаткэн; 1921—1941) — советский корякский писатель, фольклорист и переводчик. Один из пионеров корякской литературы.

## Биография
Иван Баранников родился в 1921 году на стойбище Пахтыткуваям близ села Анапка (ныне Карагинский район Камчатского края). В 1931 году по настоянию отца пошёл в Кичигинскую школу. В 1939 году вступил в комсомол. В 1940 году поехал в Ленинград и поступил в Институт народов Севера. Уже будучи студентом первого курса под руководством своего учителя С. Н. Стебницкого занялся сбором произведений корякского фольклора. Баранников записал сказки своей бабушки про творца Вселенной Ворона Куйкынняку и его сына Эмэмкута. Эти произведения он опубликовал в 1940 году в книге «Сказки об Эмэмкуте». Перевёл на корякский язык несколько произведений советской художественной литературы, в частности «Рассказы о Ленине» Михаила Зощенко.
После начала Великой Отечественной войны, предположительно, ушёл на фронт и погиб в 1941 году в Битве за Ленинград.

## Сочинения
- Баранников И. Амамхатлымныло (корякские сказки об Эмэмкуте) / Ред. и пер. С. Н. Стебницкого. — Л., 1940.